# Bukač velký

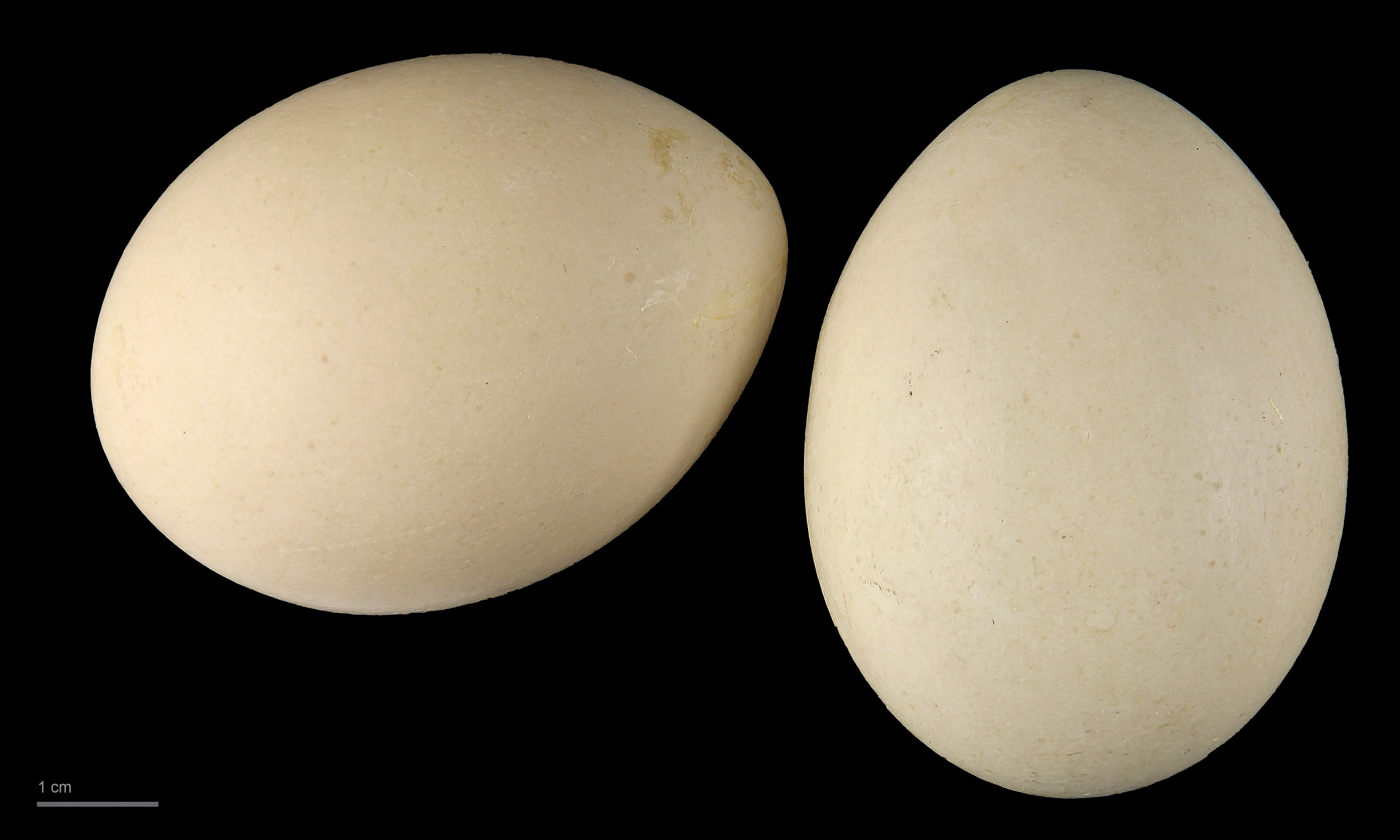
Vejce bukače velkého

Bukač velký (Botaurus stellaris) je středně velkým druhem vodního ptáka z čeledi volavkovitých (Ardeidae).

## Popis
Velikosti bažanta; dorůstá délky 69–81 cm a v rozpětí křídel měří 100–130 cm. Hmotnost u samic se pohybuje mezi 817–1150 g, u samců mezi 966–1940 g. Oproti volavkám má zavalitější tělo, krátký krk a nenápadné hnědé zbarvení s tmavším skvrněním a vlnkováním. Zobák a končetiny má zelenožluté. Obě pohlaví jsou zbarvena stejně.
Žije velmi skrytě, při ohrožení zaujímá charakteristický vzpřímený postoj, při kterém natáhne krk se zobákem vzhůru a díky svému maskovacímu zbarvení tak dokonale splyne s okolním rákosím. Toto chování lze pozorovat již u mláďat starších 8 dnů. Jeho přítomnost tak většinou nejlépe prozradí hluboké, daleko slyšitelné a několikrát opakované „vhumb“, kterým se ozývají samci během toku.

## Rozšíření
Vyskytuje se ve dvou poddruzích; B. s. stellaris hnízdí na rozsáhlém území Eurasie od Španělska východně až po Japonsko a dále také v severní Africe, B. s. capensis pak v jižní Africe. Částečně tažný druh, evropští ptáci zimují v jižní a západní Evropě a tropické Africe.
K razantnímu poklesu početnosti bukače velkého začalo na celoevropské úrovni docházet na začátku 20. století a pokračoval až do let 1970–90, kdy byl v mnohých oblastech rozšíření ještě razantnějším a zasáhl i řadu silných východoevropských populací. Hlavním důvodem tak výrazného úbytku je likvidace a vysoušení rákosin a eutrofizace vod.
V České republice hnízdí odhadem 30–40 párů, a to v údolních nivách Labe, Ohře, Dyje a Moravy, rybničních pánvích v jižních Čechách a na rybnících na Českomoravské vrchovině do 500 m n. m.; tažný, častěji však na našem území i pravidelně jednotlivě zimuje. Zvláště chráněný jako kriticky ohrožený druh.

## Biotop
Hnízdí jen ve větších porostech rákosu s volnou vodou.

## Potrava
Požírá především ryby a obojživelníky, dále také různé bezobratlé (hlavně hmyz) a malé savce; občas i plení hnízda jiných druhů ptáků. Po potravě pátrá hlavně za svítání a soumraku v mělké vodě na okraji rákosin.

## Hnízdění
Hnízdí jednou ročně v období od dubna do června. Samci mohou být monogamní i polygamní – ve vhodných podmínkách mohou hnízdit až s 5 samicemi. Hnízdo je plošina ze starých rákosových stébel a vodních rostlin o průměru zhruba 30 cm, dobře skrytá v hustých rákosinách nízko nad mělčinou. V jedné snášce je 4–6 olivově hnědých vajec o velikosti 52,8 × 38,5 mm. Inkubační doba trvá 25–26 dnů, na vejcích sedí samotná samice. Mláďata jsou porostlá rudohnědým peřím a krmená pouze samicí, která jim vyvrhuje potravu do hnízda. Při přímém ohrožení mohou hnízdo opustit již po 2–3 týdnech, obvykle tak však činí až ve věku 4–5 týdnů. Po opuštění hnízda se až do vzletnosti, které dosahují ve věku 8 týdnů, skrývají v okolní vegetaci.

## Zajímavosti
V jednom filmovém dokumentu z roku 2017/18 se tvůrci pokusili rekonstruovat přibližnou podobu zvuku dravého dinosaura druhu Tyrannosaurus rex za pomoci kombinace zvuku bukače velkého a aligátora čínského. Výsledkem bylo jakési nízkofrekvenční dunění, kterým se možná tyranosauři domlouvali na velké vzdálenosti.